# Eugenio Graziosi
Eugenio Graziosi, italijanski general, * 1870, † 1949.